# Патлах, Даниил Борисович
Даниил Борисович Патлах (род. 8 июля 1989, Москва, Московская область, РСФСР, СССР) — российский танцор, музыкант, музыкальный продюсер и предприниматель, участник последнего, 7-го сезона «Танцев» на канале ТНТ. В 2013-м основал танцевальную команду «Dark Horse Crew», выступавшую на батлах в Германии, США и других странах. В 2014 году стал сооснователем международной арт-группы агентства «Таэт Vremya», объединившего артистов разных жанров и направлений. На момент создания организация Даниила насчитывала 40 человек.

## Биография
Родился 8 июля 1989 года в Москве в семье предпринимателя. Старшая сестра — танцовщица Ирина Патлах сегодня состоит в гражданском браке с Сосо Павлиашвили. В 2008 году начал увлекаться хореографическим искусством. В 2013-м основал танцевальную команду Dark Horse Crew, выступавшую на батлах в Германии, США и других странах.

## Карьера
В феврале 2014 года он стал сооснователем международной арт-группы «Таэт Vremya». Проект начал объединять людей из России, Украины, Германии, Южной Кореи, Франции и Японии, которые занимаются танцами, музыкой, снимают фильмы. В 2020 году Даниил пришёл на кастинг в шоу «Танцы 7 сезон» с танцем в стиле локинг с элементами контемпорари. Он танцевал под собственную песню — «Vaselinoviy Mech».
Даниил прошел в 2-й тур в составе команды Татьяны Денисовой. Наставница, а вместе с ней Егор Дружинин и Мигель в один голос утверждали, что «7-й сезон программы, объявленный последним, будет также и лучшим». Затем из-за пандемии коронавирусной инфекции съёмки шоу приостановили. В эфир проект вернулся в марте 2021-го.
В первом же выпуске он покинул команду Денисовой по её решению. Наставница была в гневе оттого, что подопечные отказались представить подготовленный номер. Однако, в отличие от Данила, его напарнице Анне Устиновой было позволено продолжить участие в программе. После ухода из проекта, Даниил становится фронтменом авангардного музыкального рок-коллектив «X-date». В конце сентября 2022-го на платформе Apple Music музыканты опубликовали сингл с названием «F****D UP», а в том же году группа выпустили музыкальный клип, в 2023 году вышел музыкальный сингл «Одиночество» совместно с российской певицей Люсей Чеботиной.

## Личная жизнь
В 2021 году в сети появилась информация, что Патлах начал отношения Ириной Смелой, бывшей женой солиста музыкальной группы Little Big — Ильи Прусикина. Супруги разошлись в 2020 году, а через год Ирина появилась на светском мероприятии «Топ-50. Самые знаменитые люди Петербурга» с Даниилом. В феврале 2024-го он сделал Ирине предложение.

## Дискография
- 2022 — «DATE # 1»
- 2023 — «SEX»
- 2023 — «KTO»
- 2023 — «В огне»
- 2023 — «Рок-звезда»
- 2023 — «Одиночество (feat. Люся Чеботина)»
- 2024 — «Адреналин»
- 2024 — «Hava Nagilaq»

## Фильмография
| Год  | Название    | Формат           |
| ---- | ----------- | ---------------- |
| 2016 | «Шуры-муры» | Музыкальный клип |

## Телевидение
| Год  | Название |
| ---- | -------- |
| 2020 | «Танцы»  |